# 와일리 & 라이트의 록보드
《와일리 & 라이트의 록보드: 대츠☆파라다이스》(ワイリー&ライトのロックボード ザッツ☆パラダイス)는 캡콤이 패미컴으로 발매한 경영 시뮬레이션 게임이다. 보드 게임 모노폴리에 착안한 오리지널 록맨 시리즈의 스핀오프로, 플레이어와 컴퓨터가 칸 단위로 나눠진 지역들을 진행하면서 주식을 구입하고 상대방에게 통행료를 받으면서 경쟁하는 게임이다.
1993년 1월 15일 일본에서 처음 출시됐고, 서양 지역에서도 〈메가 보드〉라는 제목으로 발매될 예정이었으나 취소됐다.

## 평가
| 평가                                            |              |
| ----------------------------------------------- | ------------ |
| 평론 점수 평론사 점수 패미츠 21 out of 40 [ 2 ] |              |
| 평론 점수                                       |              |
| 평론사                                          | 점수         |
| 패미츠                                          | 21 out of 40 |